# Mauritz Rosenberg
Mauritz Fredrik Rosenberg, född 27 november 1879 i Åbo, död 1 november 1941 i Moskva, var en finländsk politiker och journalist. Han var far till Gösta Rosenberg.
Efter att under 18 år ha arbetat som eldare och lokförare vid statsjärnvägarna avskedades Rosenberg av politiska skäl, och var under 1920-talet redaktör för ett antal vänsterradikala arbetartidningar i Österbotten. Han var representant i Finlands riksdag 1924–1930. Han hölls av politiska skäl fängslad 1922–1924 och 1930–1933, begav sig via Sverige till Sovjetunionen 1934 och inträdde året därpå i tjänst som översättare vid Komintern i Moskva. Han var finansminister i den av Otto Ville Kuusinen ledda Terijokiregeringen 1939–1940.